# Pancho Sullivan
Pour les articles homonymes, voir Sullivan.
Pancho Sullivan est un surfeur Américain né le 1er juillet 1973 sur l'île de Kauai à Hawaï

## Biographie
Pancho participe au Championnat WQS de manière plus ou moins régulière de 1992 à 2004. En 2005 il fait une saison complète et obtient sa qualification pour le championnat WCT.

## Palmarès
Pancho a obtenu 8 de ses 9 victoires à Oahu dont 4 fois le Xcel Pro.

### Victoires
- 2008 Xcel Pro, Oahu, Hawaï (WQS)
- 2006 La Caja de Canarias-Ocean & Earth Pro, Las Palmas, îles Canaries (WQS)
- 2005 Op Pro Hawaii, Oahu, Hawaï (WQS)
- 2005 Monster Energy Pro presented by Billabong, Oahu, Hawaï (WQS)
- 2004 Ezekiel Faith Riding Pro, Oahu, Hawaï (WQS)
- 2003 Xcel Pro, Oahu, Hawaï (WQS)
- 2000 Xcel Pro, Oahu, Hawaï (WQS)
- 2000 2000 Land Pro, Oahu, Hawaï (WQS)
- 1998 Xcel Pro, Oahu, Hawaï (WQS)

### WCT
- 2008 : 39e Rétrogradé en WQS
- 2007 :   7e
- 2006 : 27e